# Rotació diferencial
La rotació diferencial s'observa quan diferents parts d'un objecte en rotació es mouen amb diferents velocitats angulars a diferents latituds i/o profunditats. Això indica que l'objecte no és sòlid. Les galàxies i protoestrelles mostren generalment rotació diferencial. Alguns exemples al nostre sistema solar són el Sol, Júpiter i Saturn.
Al voltant de l'any 1610, Galileu va observar les taques solars i va calcular la rotació del Sol. El 1630, Christoph Scheiner va informar que el Sol tenia diferents períodes de rotació als pols i a l'equador, estant d'acord amb els valors moderns.